# A3-as autópálya (Bulgária)
Az A3-as autópálya, más néven Sztruma autópálya, (bolgárul:Автомагистрала Струма) egy építés alatt álló út Bulgáriában Görögországig.

## Tulajdonságai
Része az   nevű európai kereskedelmi útvonalnak, amely Miskolctól egészen Szalonikiig tart.
A teljes autópálya hossza 156 km, de ebből még csak 33 km épült meg 2x2 sávon. Egyelőre még csak a Dupnica városáig lehet csak eljutni, de az út gyorsan épül, a tervek szerint 2021-re a teljes vonalon kész lesz.

## Díjfizetés
Az országban matricás fizetési rendszer van érvényben. Az országhatáron kötelező megvenni a matricát (hetit, havit vagy éveset), függetlenül attól, hogy használjuk-e az autópályát. Ez a kötelezettség azért áll fenn, mert Bulgáriában nem csak az autópálya, hanem az összes út használatáért fizetni kell. 